# Flughafen Kikai

i7
i11
i13

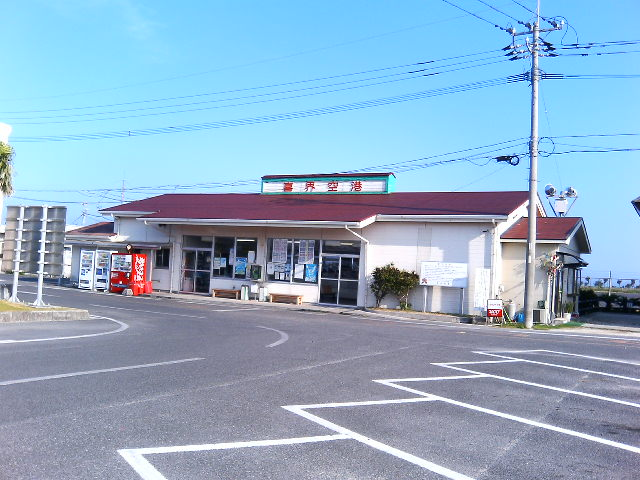
Terminal des Flughafens Kikai

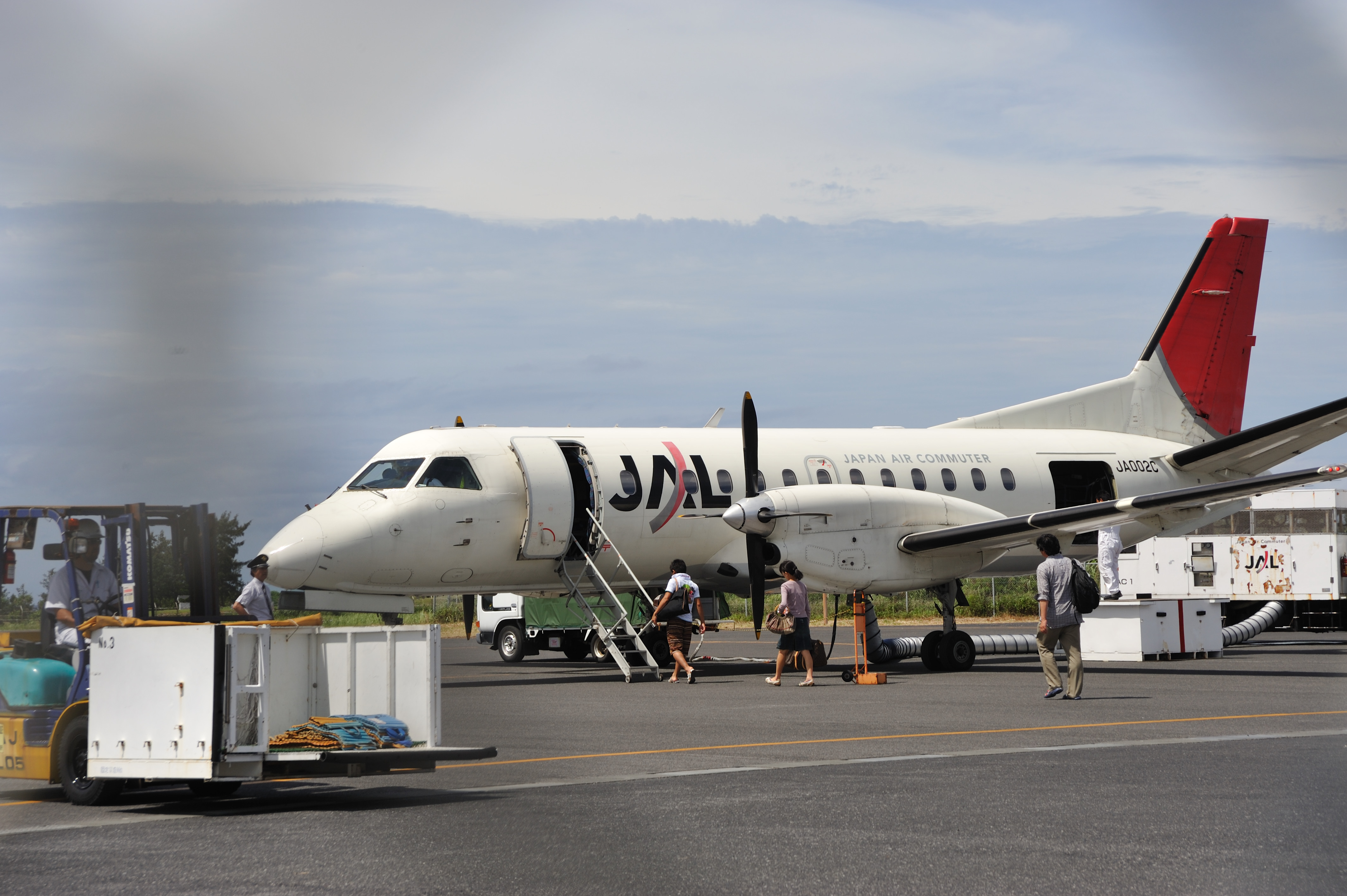
JAC Saab 340B auf dem Flughafen Kikai

Der Flughafen Kikai (japanisch 喜界空港 Kikai Kūkō, englisch Kikaigashima Island Airport, IATA-Code: KKX, ICAO-Code: RJKI) ist ein Flughafen auf den Amami-Inseln in der Präfektur Kagoshima in Japan.

## Geschichte
Die Start- und Landebahn wurde auf der  Insel Kikaijima (喜界島) im Jahre 1931 von der Kaiserlich Japanischen Marine erbaut. Während der Schlacht um Okinawa in der Endphase des Zweiten Weltkrieges wurde der Flugplatz von der United States Navy wiederholt beschossen und die Piste dabei schwer beschädigt. Im Mai 1968 wurde der Flughafen für den gewerblichen Flugbetrieb ausgebaut und im April 1971 von der japanischen Luftfahrtbehörde als Flughafen der Klasse 3 zugelassen. Kikaijima ist von den anderen Amami-Inseln isoliert und befindet sich etwa 25 km östlich von der Insel Amami Ōshima.

## Flughafenanlagen
Die Piste mit der Ausrichtung 07/25 hat eine Länge von 1200 Metern.

## Fluggesellschaften und Ziele
Die japanische Regionalfluggesellschaft JAC fliegt seit Dezember 1983 mehrmals wöchentlich von dort zum Flughafen Amami und zum Flughafen Kagoshima im Liniendienst.